# 锥果芥
锥果芥（学名：Berteroella maximowiczii）为十字花科锥果芥属下的一个种。

## 扩展阅读
- 維基物種上的相關：锥果芥